# Дачное (Славяносербский район)
Дачное (укр. Дачне) — село, относится к Славяносербскому району Луганской области Украины. Под контролем непризнанной ЛНР.

## География
Село расположено на реке Лугани. Соседние населённые пункты: село Желобок на севере, посёлок Фрунзе (ниже по течению Лугани) на востоке, село Червоный Лиман на юго-востоке, Весняное на юге; город Кировск на юго-западе, посёлок Голубовское на западе (оба выше по течению Лугани); посёлок Донецкий на северо-западе.

## Население
Население по переписи 2001 года составляло 26 человек.

## Общие сведения
Почтовый индекс — 93720. Телефонный код — 6473. Занимает площадь 0,26 км². Код КОАТУУ — 4424556201.

## Местный совет
93720, Луганская обл., Славяносербский район, пгт. Фрунзе, ул. Интернациональная, 133